# Плесецьке
Плесе́цьке — село в Україні, у Фастівському районі Київської області. Населення становить 3849 осіб.

## Географія
Село розташоване в центральній частині Київської області, на південь від м. Київ; межує із селищем Борова та Калинівка, селами Дзвінкове та Данилівка . Відстань від села до районного центру становить 18 км, від села до Києва — 35 км. Площа становить 10004 га.
Через село тече річка Плиська давніша назва Плеска або Плиска, права притока Унави. На захід від села розташована ботанічна пам'ятка природи «Урочище Плиски».

## Історія

### Декомунізація
Згідно з законом України «Про засудження комуністичного та націонал-соціалістичного (нацистського) тоталітарних режимів в Україні та заборону пропаганди їхньої символіки» № 317-УІІІ, який був прийнятий Верховною Радою України 9 квітня 2015 року, зміні назв підлягають топоніми (географічні назви та назви вулиць і підприємств населених пунктів України), що мають комуністичне походження.
Рішенням Плесецької сільської ради від 18 грудня 2015 року за № 36-ІІІ-VII перейменовано 5 вулиць села:

### від Стародавніх часів до сучасності

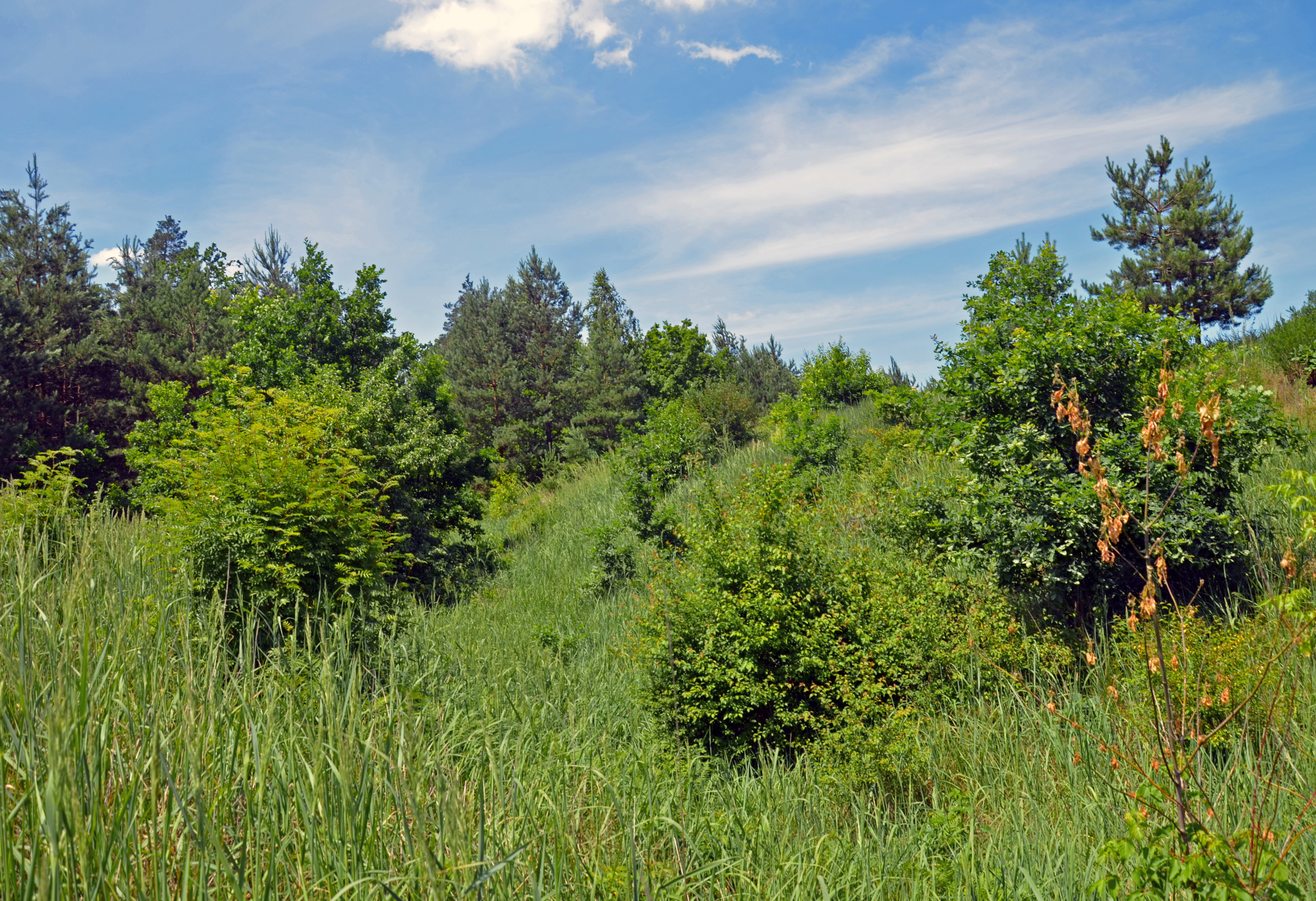
Змієв вал в лісі поблизу Плесецького

Історія села Плесецьке налічує понад тисячу років, таким чином поселення є одним із найдавніших у Київській області. Назву отримало від річки Плески і виникнення Плесецького сягає часів Київської Русі, коли у 980-х роках князь Володимир будував по Ірпеню та Стугні укріплені лінії, пізніше знані як Змієві вали. Земляні насипи із дерев˙яним частоколом по верху прокладено від сучасного села Перевіз на річці Ірпінь через Плесецьке до сучасних сіл Скрипки та Хлебча. Це давнє городище в селі зветься «Замковище» (також «Валова школа»). Плесецьке городище захищало Київську землю з південного заходу. Тодішня назва «Плесков» Плесківського князівства, заселеного войовничими саками, можливо під час князювання Олега Віщого. Подібними замками по сусідству були городища в сучасних Жорнівці (тодішня назва Жернов), Чорногородці (тодішня назва, можливо, Чернів), Великій Солтанівці (тодішня назва Солтанов).
За часів монголо-татарської навали було ареною бойових дій, що підтверджується археологічними знахідками. В XVII ст. Плесецьке належало роду Аксаків. Універсалом гетьмана Б. Хмельницького від 11 січня 1651 село підпорядковувалось Києво-Братському монастирю, що було підтверджено царем Олексієм Михайловичем. В ході визвольної боротьби XVII століття село було спустошене.
Універсалом гетьмана І. Мазепи від 29 червня 1702 дозволялося утворення слободи та заселення території вихідцями з Правобережної України.
У XVIII столітті — осередок гайдамацького руху. 1768 року тут побував з гайдамаками Яків Довгошиєнко.
За монастирських часів у Плесецькому на місці давнішої була збудована нова церква Стрітення Господнього (закінчена 1784 р.). В 1786 р. на теренах Російської імперії відбулася секуляризація земельних володінь Православної Церкви, й село стало казенним маєтком.
Метричні книги, клірові відомості, сповідні розписи церкви Стрітення Господнього с. Плесецьке (приписні села с.с* Перевіз, Дзвінкове, Сподарець, Хлепча) XVIII ст. - Київської сот. Київського п., з 1781 р. Київського, з 1795 р. Васильківського Київського нам., з 1797 р. Київського пов. Київська губ.; Васильківських волості, пов. Київської губ. зберігаються в ЦДІАК України http://cdiak.archives.gov.ua/baza_geog_pok/church/ples_001.xml
За адміністративно-територіальним поділом XVIII ст. село відносилося до Київської сот. Київського п., з 1781 р. Київського, з 1795 р. Васильківського пов. Київського нам., з 1797 р. Київського пов. Київської губ.

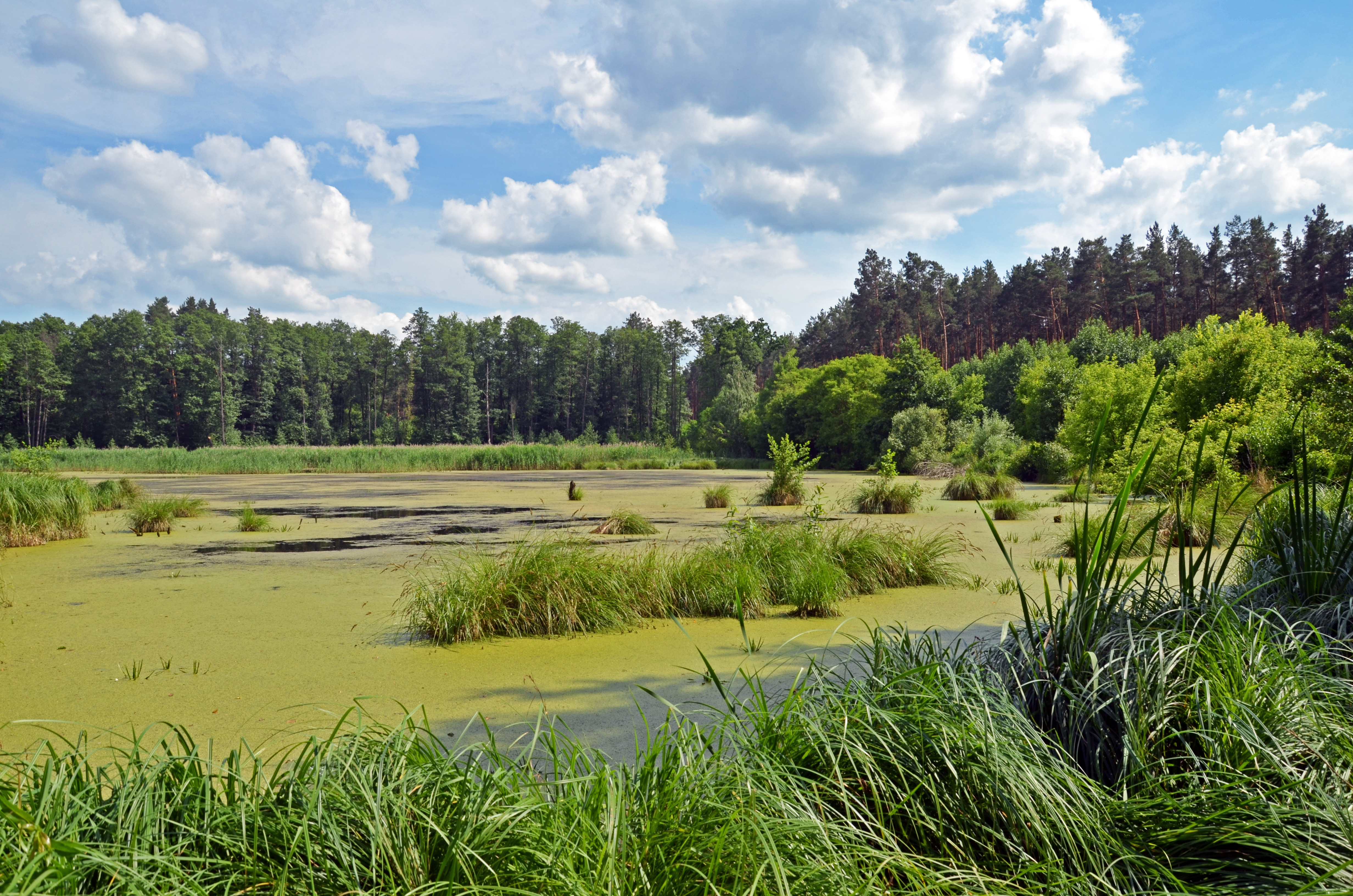
Урочище Плиськи, пам'ятка природи ботанічна, лісове озеро

Станом на 1886 рік в селі Васильківської волості Васильківського повіту мешкало 2930 осіб, налічувалось 536 дворів, існували православна церква, школа, 5 постоялих будинків та 5 лавок.
В дореволюційний час жителі села мали тісні зв'язки з революційними організаціями Києва та Петербурга.
В роки Другої світової війни на території села діяв партизанський загін Героя Радянського Союзу Грисюка. В селі знаходиться пам'ятник загиблому першому секретарю ЦК ЛКСМ України Я. Хоменку. Про бої за визволення села від нацистських окупантів свідчать пам'ятники та обеліски загиблим.
В 1950 р. в Плесецькому велися археологічні розкопки, що підтвердили давню історію цих теренів. Найдавніші знахідки, зафіксовані у Плесецькому і його околицях, сягають другої половини І тисячоліття н. е. Дуже багатою є давньоруська спадщина Плесецького, що складається з городищ, валів та численних знахідок. Існує думка, що фортифікаційний комплекс, розташований на заплаві р. Плиски, у давньоруські часи був пунктом оборонної лінії укріплень на р. Стугні.
Після аварії на ЧАЕС у 1986 році до села було переселено мешканців села Варовичі Поліський району Київської області.

### Після отримання незалежності
Станом на 1 січня 2007 протяжність вулиць — 46 км. Село газифіковане. Працює загально-освітня школа 1-3 ступенів на 500 учнів, 8 приватних магазинів, медична амбулаторія, будинок культури, 2 бібліотеки, відновлює роботу плесецький гранітний кар'єр, є дитячий садок «Дюймовочка». Сільська футбольна команда «Плиска» — постійний учасник районних змагань та їх неодноразовий призер.
Діє молодіжний та дитячий клуб «Світло», який проводить, крім регулярних зустрічей, для молоді, — екскурсії на велосипедах «Пізнаємо рідний край!», а для дітей літні табори з вивченням англійської мови.

### Війна 2022 року
27 лютого 2022 року, після невдалих спроб у Василькові, десант почали висаджувати у Крушинці та Плесецькому.
При масованому ракетному обстрілі України 15 листопада 2022 року на цвинтарі Плесецького від уламків ракети загинула літня жінка.

## Відомі люди
В селі народилася:
- Буняк Тетяна Іванівна (1957) — чемпіонка Світу (веслування, академічна вісімка) 1978 року в Новій Зеландії, неодноразова чемпіонка СРСР з академічного веслування. Заслужений майстер спорту (1980). «Локомотив», Київ. Закінчила Київський державний інститут фізичної культури (1986). Срібна призерка Ігор XXII Олімпіади (1980) у складі вісімки, чемпіонка світу (1978, 1979), срібна призерка чемпіонату світу (1977).
- Кулик (Фоя) Світлана Петрівна (1987 р.н.) — письменниця, член ЛМО "Багаття калинове", авторка книги "Подих".

Серед вихідців села є досвідчені спеціалісти з різних галузей науки і техніки, а саме:
- Комаренко Дмитро Іванович — доктор медичних наук, професор Інституту радіології АМН України;
- Різник П. Д. — інженер-конструктор заводу ім. Антонова;
- Ковальчук В. С. — кандидат технічних наук, науковий співробітник Інституту електрозварювання ім. Патона;
- Сперкач І. О. — доцент Політехнічного інституту, провідний конструктор будівництва металургійних заводів;
- Куцоконь Н. К. — кандидат біологічних наук, старший науковий співробітник Інституту клітинної біології та генетичної інженерії НАН України;
- Куцоконь Ю. К. — кандидат біологічних наук, науковий співробітник Інституту зоології імені І. І. Шмальгаузена НАН України.

## Цікавий факт
8 серпня 2011 р в селі Плесецьке Васильківського району Київської області експертами був вирощений соняшник заввишки 4 м 17 см.

## Галерея

Фото села Плесецьке
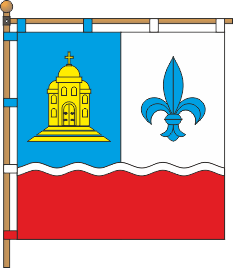
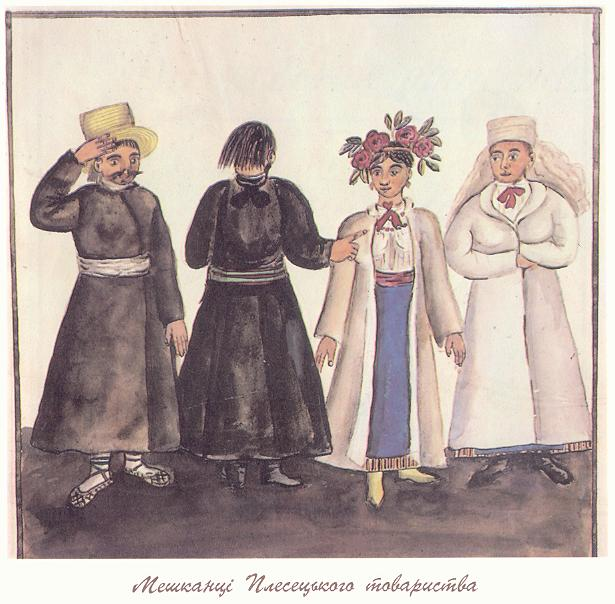
Мешканці села у 1848 році. П'єр де ля Фліз. Костюми селян державних маєтностей Київської губернії.
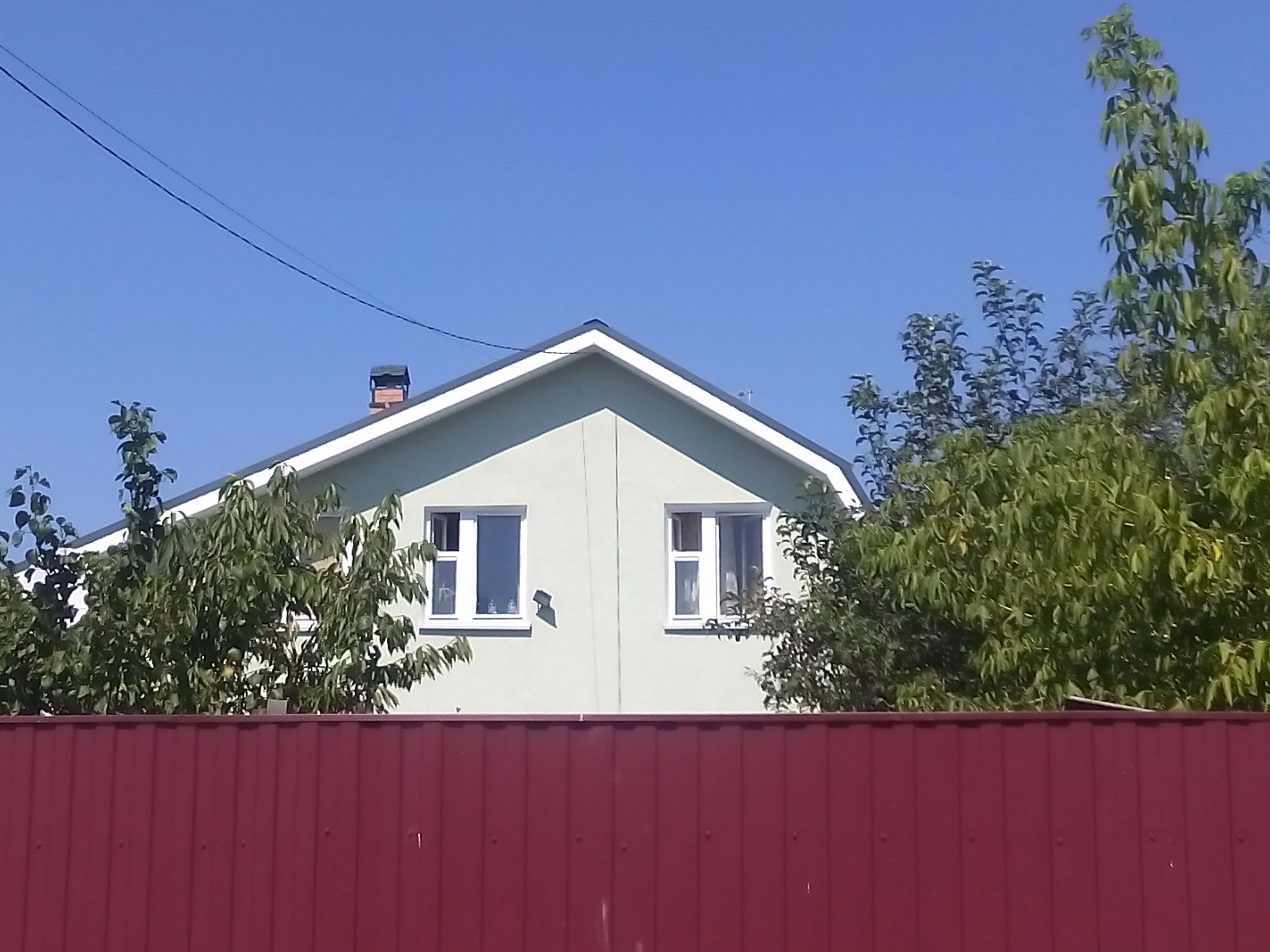
Одна з хат села, 2016 рік
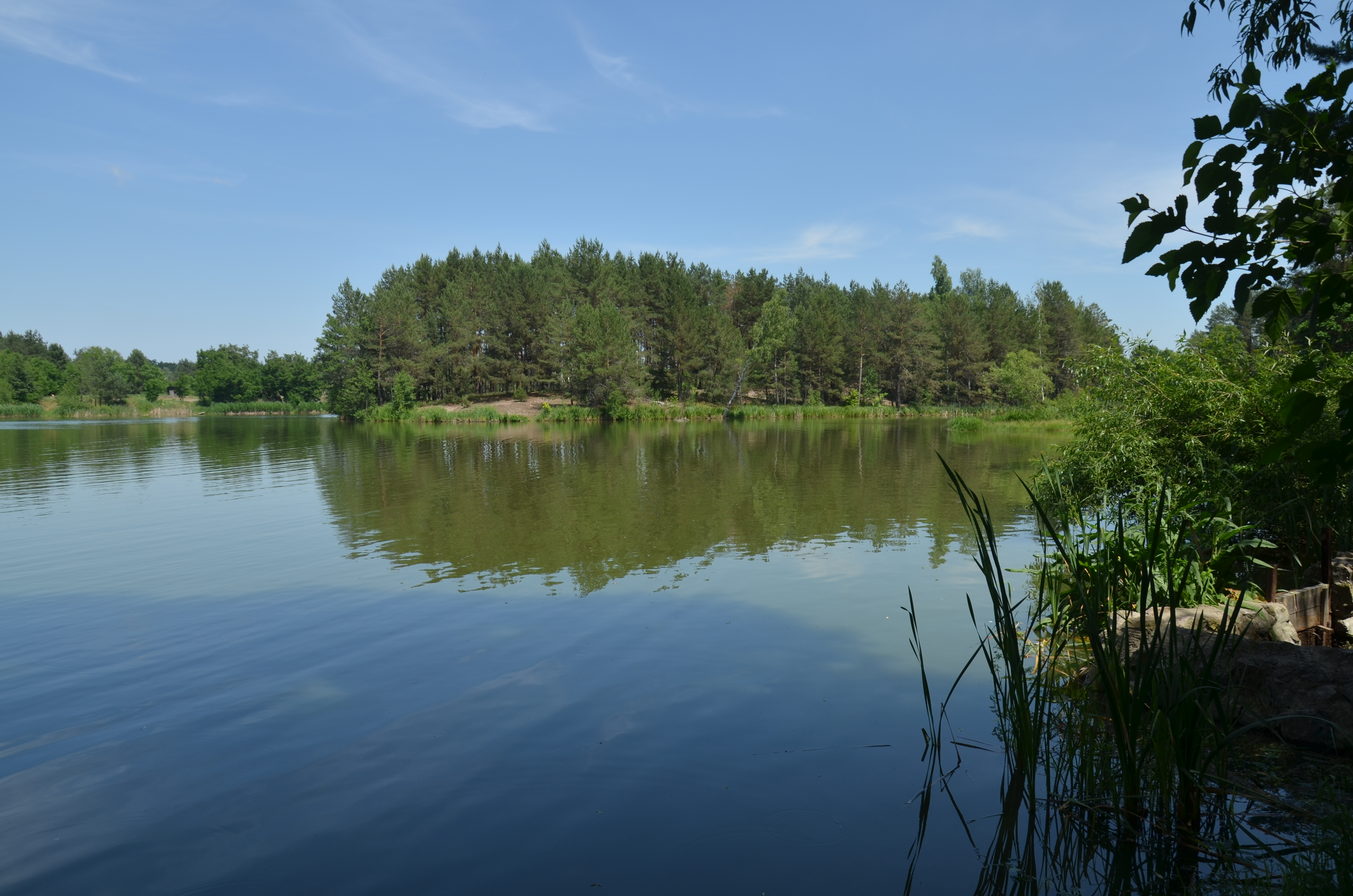
Ставок у Плесецькому на річці Плиска
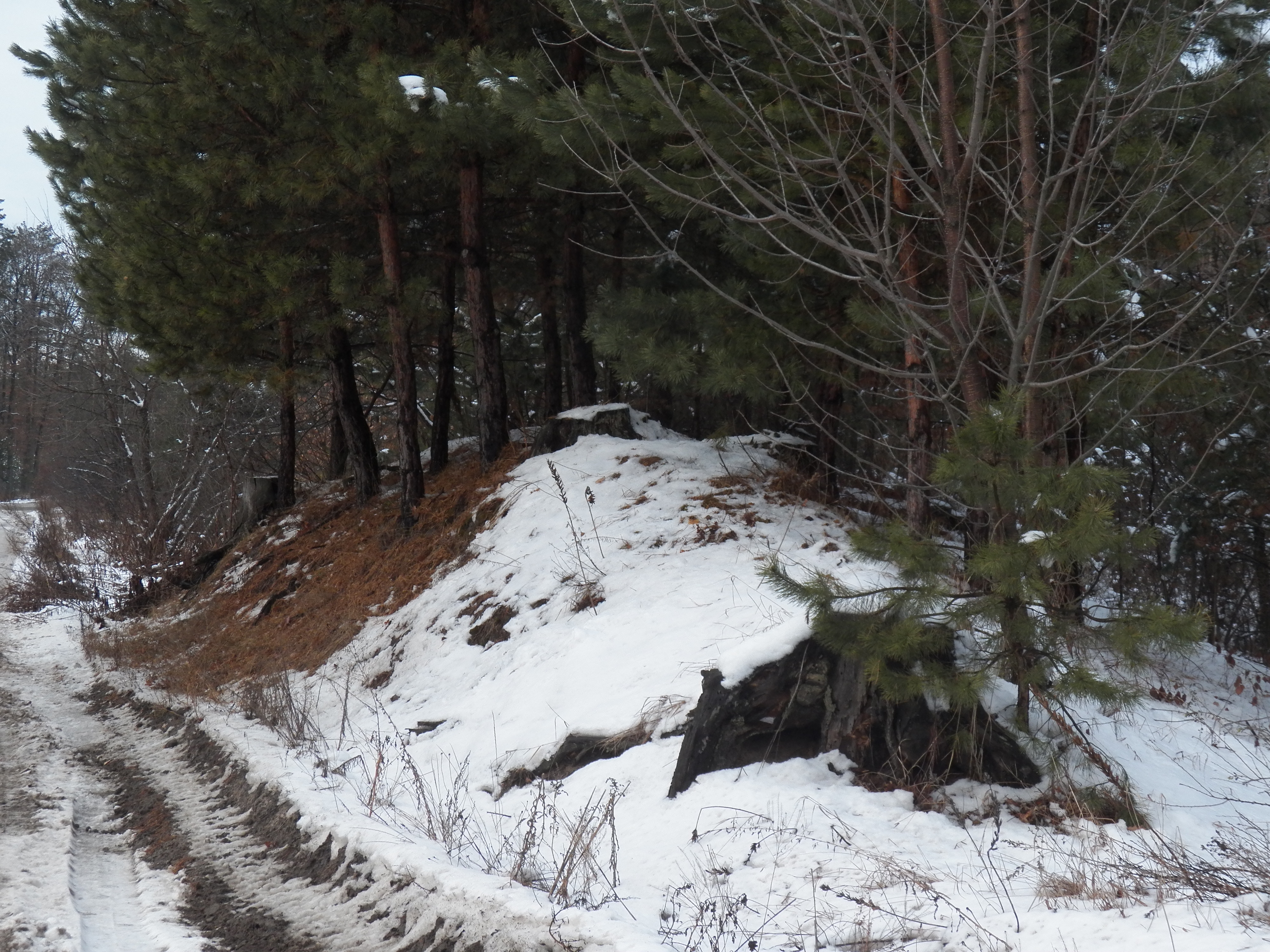
Змійові вали біля села Плесецьке
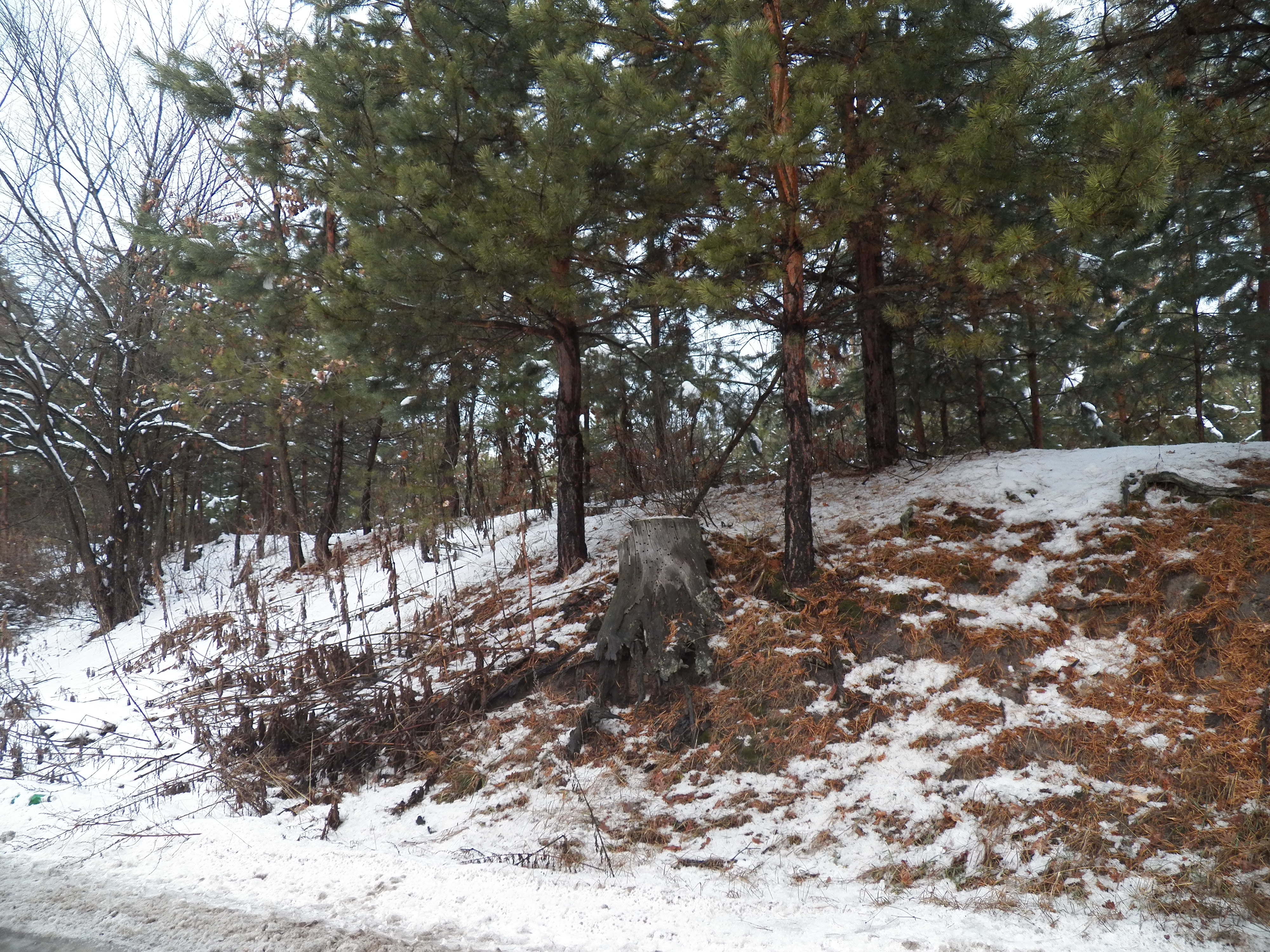
Змійові вали біля села Плесецьке

## Публікації
- Є. Чернецький. До історії плесецької старовини: давній рід Шиденків у XVIII—XIX ст. — Біла Церква: Вид. О. Пшонківський, 2008. — 30 с., ген. табл.